# فيليمون ماكارثي
فيليمون ماكارثي (بالإنجليزية: Philemon McCarthy)‏ (14 أغسطس 1989 غوما جمهورية الكونغو الديمقراطية - ) هو لاعب كرة قدم غاني، يلعب كحارس مرمى، شارك في كأس الأمم الأفريقية 2010.

## روابط خارجية
- فيليمون ماكارثي على موقع قاعدة بيانات كرة القدم.إي يو (الإنجليزية)
- فيليمون ماكارثي على موقع ناشيونال فوتبول تيمز (الإنجليزية)
- فيليمون ماكارثي على موقع Soccerway.com (الإنجليزية)
- فيليمون ماكارثي على موقع عالم كرة القدم.نت (الإنجليزية)